# Bandeira do esperanto

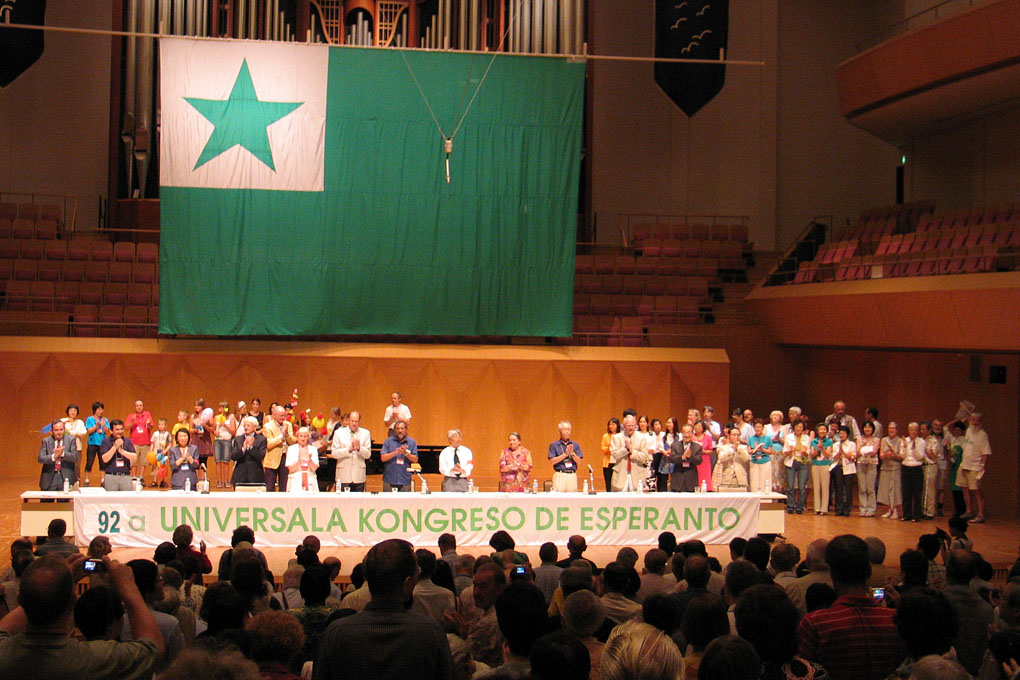
A bandeira do movimento esperantista. O verde da bandeira: #009F6B

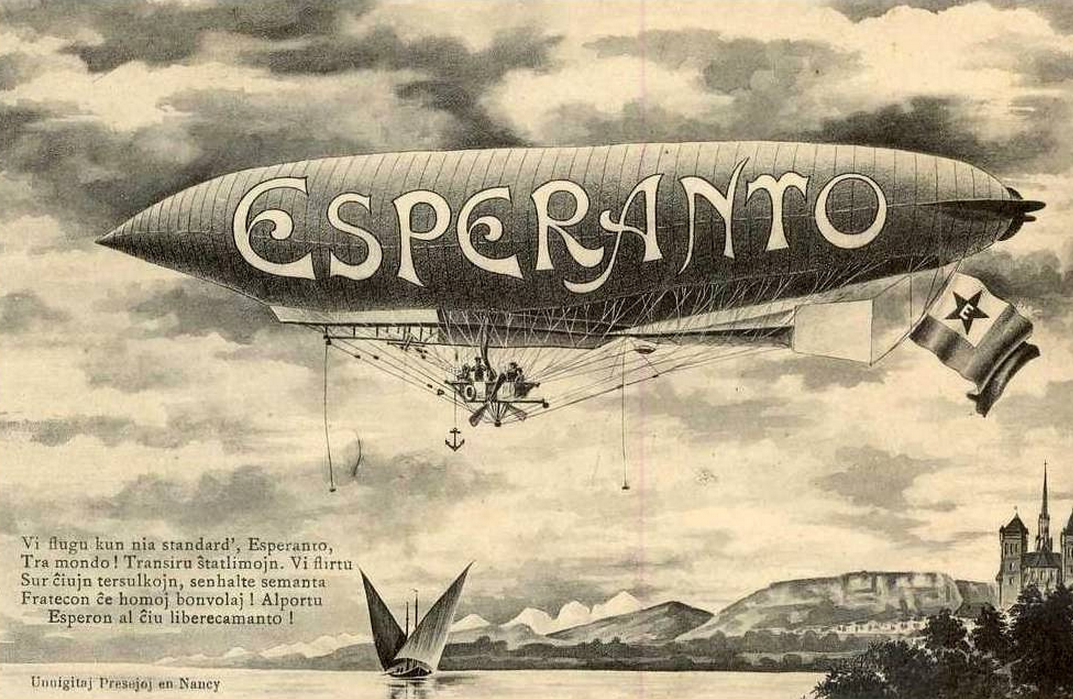
Antigo cartão postal ilustrado motrando com bandeira (ligeiramente mal representada)

A bandeira do esperanto (Esperanto-flago) é um dos símbolos do movimento associado à divulgação e uso desta língua. Foi adotada em 1905, durante o primeiro Congresso Universal de Esperanto, na cidade francesa Boulogne-sur-Mer.
A cor verde simboliza esperança, o branco simboliza paz e neutralidade e a estrela de cinco pontas representa os cinco continentes. 
Em 15 dezembro de 2009, a bandeira esperantista apareceu na página principal do Google. Nessa data, o inciador do idioma, L.L. Zamenhof, comemoraria 150 anos.